# Madascincus igneocaudatus
Madascincus igneocaudatus — вид сцинкоподібних ящірок родини сцинкових (Scincidae). Ендемік Мадагаскару.

## Поширення і екологія
Madascincus igneocaudatus мешкають в прибережних районах на півдні і південному сході острова Мадагаскар, від Менабе до Анузі, а також трапляються на Центральному нагір'ї, від Антананаріву до Амурун'ї Маніа. Вони живуть в сухих тропічних лісах, рідколіссях і чагарникових заростях, а також на луках, під камінням і корою дерев. Зустрічаються на висоті до 1600 м над рівнем моря.